# Eucereon mizar
Eucereon mizar är en fjärilsart som beskrevs av Druce 1899. Eucereon mizar ingår i släktet Eucereon och familjen björnspinnare. Inga underarter finns listade i Catalogue of Life.